# Droga wojewódzka nr 938
Droga wojewódzka nr 938 (DW938) – droga wojewódzka łącząca Pawłowice z Cieszynem, położona w województwie śląskim.

## Historia numeracji
Na przestrzeni lat trasa posiadała różne oznaczenia:

| Numer | Numer | Kategoria                                                           | Przebieg                                                   | Lata obowiązywania                                       | Źródło | Uwagi |
| ----- | ----- | ------------------------------------------------------------------- | ---------------------------------------------------------- | -------------------------------------------------------- | --- | --- |
| 16    | E16   | • droga państwowa, • droga międzynarodowa                           | Pawłowice – Pruchna – Kończyce Wielkie – Hażlach – Cieszyn | • krajowy: 1952 – 1985 • międzynarodowy: 1962 – lata 80. | - Atlas samochodowy Polski 1:500 000. Wyd. IV. Warszawa: Państwowe Przedsiębiorstwo Wydawnictw Kartograficznych, 1965, s. 141. - Mapa samochodowa Polski 1:1 000 , wyd. dziesiąte, Warszawa: Państwowe Przedsiębiorstwo Wydawnictw Kartograficznych, 1971. Brak numerów stron w książce - Samochodowy atlas Polski 1:500 000. Wyd. V. Warszawa: Państwowe Przedsiębiorstwo Wydawnictw Kartograficznych, 1979, s. 142. ISBN 83-7000-017-7. - Mapa samochodowa Polski 1:1 500 000, Załącznik do informatora samochodowo-motocyklowego – rocznik XXVIII, Warszawa: Państwowe Przedsiębiorstwo Wydawnictw Kartograficznych, 1983. Brak numerów stron w książce - Samochodowy atlas Polski 1:500 000. Wyd. IX. Warszawa: Państwowe Przedsiębiorstwo Wydawnictw Kartograficznych, 1985, s. 142. | utajona numeracja krajowa na przełomie lat 60. i 70. – na oznakowaniu oraz mapach i atlasach samochodowych występował tylko numer międzynarodowy |
| 938   | 938   | • droga krajowa: 1985 – 31 XII 1998 • droga wojewódzka: od 1 I 1999 | Pawłowice – Pruchna – Cieszyn                              | od 1985                                                  | - Uchwała nr 192 Rady Ministrów z dnia 2 grudnia 1985 r. w sprawie zaliczenia dróg do kategorii dróg krajowych (M.P. z 1986 r. nr 3, poz. 16) - Polska: Atlas samochodowy 1:300 000. Wyd. pierwsze. Warszawa/Wrocław: Polskie Przedsiębiorstwo Wydawnictw Kartograficznych, 1992. ISBN 83-7000-080-0. Brak numerów stron w książce - Polska: mapa samochodowa 1:700 000, wyd. 1, Szczecin: Wydawnictwo Kartograficzne KOMPAS, 1996–1997, ISBN 83-904373-2-5. Brak numerów stron w książce - Polska: mapa samochodowa 1:700 000, wyd. II Zmienione i poprawione, Szczecin: Wydawnictwo Kartograficzne KOMPAS, 1997–1998, ISBN 83-904373-2-5. Brak numerów stron w książce - Rozporządzenie Rady Ministrów z dnia 15 grudnia 1998 r. w sprawie ustalenia wykazu dróg krajowych i wojewódzkich (Dz.U. z 1998 r. nr 160, poz. 1071) - Polska: mapa samochodowa 1:700 000, wyd. V Zmienione, poprawione i uaktualnione, Szczecin: Wydawnictwo Kartograficzne KOMPAS, 1999–2000, ISBN 83-904373-7-6. Brak numerów stron w książce - Polska 2016: mapa samochodowa 1:700 000, wyd. XXVII, Dom Wydawniczy PWN, 2016, ISBN 978-83-7705-942-5. Brak numerów stron w książce | ograniczenia dla ruchu ciężkiego |

## Dopuszczalny nacisk na oś
Na całej długości drogi dopuszczalny jest ruch pojazdów o nacisku pojedynczej osi do 8 ton, dawniej do 10 ton.

## Miejscowości leżące przy trasie DW938
- Pawłowice (DK81, DW933)
- Golasowice
- Jarząbkowice
- Pielgrzymowice
- Pruchna
- Kończyce Wielkie
- Hażlach (DW937)
- Cieszyn (S52)